# Liste der Baudenkmäler in Rott (Landkreis Landsberg am Lech)
Auf dieser Seite sind die Baudenkmäler in der oberbayerischen Gemeinde Rott zusammengestellt. Diese Tabelle ist eine Teilliste der Liste der Baudenkmäler in Bayern. Grundlage ist die Bayerische Denkmalliste, die auf Basis des Bayerischen Denkmalschutzgesetzes vom 1. Oktober 1973 erstmals erstellt wurde und seither durch das Bayerische Landesamt für Denkmalpflege geführt wird. Die folgenden Angaben ersetzen nicht die rechtsverbindliche Auskunft der Denkmalschutzbehörde.
 Die Liste gibt den Fortschreibungsstand vom 26. Oktober 2017 wieder und umfasst zwölf Baudenkmäler.

## Baudenkmäler nach Ortsteilen

### Rott
| Lage                                                                                | Objekt                                                  | Beschreibung | Akten-Nr.     | Bild                                                    |
| ----------------------------------------------------------------------------------- | ------------------------------------------------------- | --- | ------------- | ------------------------------------------------------- |
| Eichberg (Standort)                                                                 | Kalvarienberg                                           | Kapelle, einschiffiger Satteldachbau mit Dachreiter, 18./19. Jahrhundert; mit Ausstattung; Kreuzweg, dreizehn Stationen, zwölf Sandsteinsäulen mit farbig gefasstem, gusseisernem Bild und eine Kreuzigungsgruppe, 1878; Gedenkstein, pfeilerartiger Stein mit Inschrifttafel, 1881; Lourdesgrotte, Ende 19. Jahrhundert. | D-1-81-137-9  | Kalvarienberg                                           |
| Landsberger Straße 32 (Standort)                                                    | Katholische Kapelle St. Ottilia                         | Einschiffiger Satteldachbau mit eingezogenem Polygonalchor, 1483, Dachreiter und Sakristei, 1725, Barockisierung um 1775; mit Ausstattung. | D-1-81-137-2  | weitere Bilder                                          |
| Landsberger Straße 32, bei der Ottilienkapelle (Standort)                           | Steinkreuz                                              | Tuffstein, wohl 16. Jahrhundert. | D-1-81-137-10 | weitere Bilder                                          |
| Lugenseefeld, ostwärts des Ortes, 1000 Meter nordöstlich der Pfarrkirche (Standort) | Steinkreuz                                              | Tuffstein, wohl 16. Jahrhundert. | D-1-81-137-11 | BW                                                      |
| Michael-Merk-Straße 2 (Standort)                                                    | Ehemaliges Pfarrhaus                                    | Stattlicher zweigeschossiger Mansardwalmdachbau mit Geschossgesimsen und Eckquaderung, 1809/10. | D-1-81-137-3  | Ehemaliges Pfarrhaus                                    |
| Oststraße 10 (Standort)                                                             | Einfirsthof                                             | Verputzter, zweigeschossiger Ständerbau mit Flachsatteldach, im Kern 1677 (dendrochronologisch datiert), Dachaufsteilung 1884. | D-1-81-137-5  | Einfirsthof                                             |
| Weilheimer Straße 2 (Standort)                                                      | Alte katholische Pfarrkirche St. Johannes der Täufer    | Saalbau mit Satteldach, eingezogenem Polygonalchor und Westturm, Turm im Kern romanisch, 12./13. Jahrhundert, Langhaus und Chor im Kern spätgotisch, Barockisierung um 1720/30 und 1779; mit Ausstattung; Teile der Kirchhofmauer aus Tuffstein, mit kleinem eingelassenem Kreuz, 18. Jahrhundert.                        | D-1-81-137-1  | weitere Bilder                                          |
| Nähe Weilheimer Straße (Standort)                                                   | Kriegerdenkmal für die Gefallenen des Ersten Weltkriegs | Postament aus Tuffstein mit Inschriftentafel und bekrönender Madonnenfigur, spätes 19. Jahrhundert und um 1920. | D-1-81-137-14 | Kriegerdenkmal für die Gefallenen des Ersten Weltkriegs |
| Weststraße 1 (Standort)                                                             | Bauernhaus                                              | Stattlicher Satteldachbau mit Bundwerkkniestock im Süden und reichem Bundwerk am Ökonomieteil, Ende 18. Jahrhundert. | D-1-81-137-7  | Bauernhaus                                              |
| Weststraße 2 (Standort)                                                             | Ehemaliges Bauernhaus                                   | Satteldachbau mit teils bemaltem Bundwerk über dem Stallteil, Ende 18. Jahrhundert. | D-1-81-137-8  | Ehemaliges Bauernhaus                                   |

### Pessenhausen
| Lage                                                    | Objekt                     | Beschreibung                                                                                           | Akten-Nr.     | Bild           |
| ------------------------------------------------------- | -------------------------- | --- | ------------- | -------------- |
| St.-Wendelin-Straße 1 (Standort)                        | Weilerkapelle St. Wendelin | Einschiffiger Satteldachbau mit halbrunder Apsis und Dachreiter, 19./20. Jahrhundert; mit Ausstattung. | D-1-81-137-12 | weitere Bilder |
| Im Garten des Anwesens St.-Wendelin-Straße 8 (Standort) | Steinkreuz                 | Tuffstein, bezeichnet „.70.“, wohl 1704.                                                               | D-1-81-137-13 | BW             |